# Mezinárodní výzkumný a vzdělávací ústav pro podporu žen
Mezinárodní výzkumný a vzdělávací ústav pro podporu žen (anglicky International Research and Training Institute for the Advancement of Women; INSTRAW) je zvláštní orgán Organizace spojených národů (OSN).
INSTRAW byl ustanoven na základě doporučení Světové konference během Mezinárodního roku žen v roce 1975 v Mexiku. INSTRAW zahájil provoz v roce 1979 – od roku 1983 sídlí v Santo Domingu, hlavním městě Dominikánské republiky, se zaměřením na zlepšení postavení žen prostřednictvím vzdělávání a odborné přípravy; hlavním cílem INSTRAW je podpora role ženy ve světovém rozvoji. Ústav je financován prostřednictvím charitativních příspěvků, které jsou poskytovány převážně vládními agenturami nebo soukromými dárci. Řízení INSTRAW se skládá z 11 osob: zástupce tajemníka, ředitele institutu, zástupce 5 regionálních komisí a zástupce hostitelské země. Jsou voleni podle rezoluce Hospodářské a sociální rady. INSTRAW navíc získává podporu dobrovolníků prostřednictvím programů stáže OSN. Zcela v rozporu s cíli institutu však podíl žen v parlamentu Organizace spojených národů poklesl z 14,8 % v roce 1988 na 11,3 % v roce 1995.